# XVI Liga Andaluza de Futbol Americano
La XVI Liga Andaluza de Futbol Americano è la 16ª edizione del campionato di football americano, organizzato dalla FAFA. È uno dei campionati validi per la LNFA Serie C 2017.

## Squadre partecipanti
| Club                 | Città             | Stadio | Sponsor ufficiale | Risultato nella stagione 2016 |
| -------------------- | ----------------- | ------ | ----------------- | ----------------------------- |
| Aljarafe Blue Devils | Palomares del Río |        |                   |                               |
| Almería Barbarians   | Almería           |        |                   |                               |
| Córdoba Golden Bulls | Cordova           |        |                   |                               |
| Fuengirola Potros    | Fuengirola        |        |                   |                               |
| Granada Lions        | Granada           |        |                   |                               |
| Sevilla Linces       | Siviglia          |        | Inmobalia         |                               |

## Stagione regolare

### Calendario

#### 1ª giornata
| Fuengirola 11 dicembre 2016, ore 13:00 | Fuengirola Potros | 58 – 0 referto | Sevilla Linces | Estadio de Suel |

| Almería 11 dicembre 2016, ore 15:00 | Almería Barbarians | 34 – 0 referto | Córdoba Golden Bulls | Estadio de la Juventud "Emilio Campra" |

#### 2ª giornata
| Maracena 17 dicembre 2016, ore 17:30 | Granada Lions | 19 – 22 referto | Aljarafe Blue Devils | Estadio Municipal |

#### 3ª giornata
| Cordova 15 gennaio 2017, ore 11:30 | Córdoba Golden Bulls | 0 – 79 referto | Fuengirola Potros | I.M.D. Margaritas |

| Santiponce 15 gennaio 2017, ore 14:00 | Sevilla Linces | 0 – 46 referto | Aljarafe Blue Devils | Estadio Juan Muñoz Romero |

#### 4ª giornata
| Maracena 21 gennaio 2017, ore 17:30 | Granada Lions | 28 – 20 referto | Almería Barbarians | Estadio Municipal |

#### 5ª giornata
| Gines 28 gennaio 2017, ore 16:30 | Aljarafe Blue Devils | 41 – 0 referto | Córdoba Golden Bulls | Campo de fútbol |

#### 6ª giornata
| Almería 5 febbraio 2017, ore 13:00 | Almería Barbarians | 56 – 0 | Sevilla Linces | Estadio de la Juventud "Emilio Campra" |

| Fuengirola 5 febbraio 2017, ore 13:00 | Fuengirola Potros | 54 – 20 referto | Granada Lions | Estadio de Suel |

#### 7ª giornata
| Cordova 19 febbraio 2017, ore 11:30 | Córdoba Golden Bulls | 6 – 42 referto | Almería Barbarians | I.M.D Margaritas |

| Santiponce 19 febbraio 2017, ore 13:00 | Sevilla Linces | 0 – 62 referto | Granada Lions | Estadio Juan Muñoz Romero |

#### 8ª giornata
| Palomares del Río 25 febbraio 2017, ore 12:00 | Aljarafe Blue Devils | 12 – 36 referto | Fuengirola Potros | Polideportivo |

#### 9ª giornata
| Cordova 5 marzo 2017, ore 11:30 | Córdoba Golden Bulls | 14 – 26 referto | Sevilla Linces | I.M.D Margaritas |

#### 10ª giornata
| Palomares del Río 11 marzo 2017, ore 12:00 | Aljarafe Blue Devils | 22 – 25 referto | Granada Lions | Polideportivo |

| Fuengirola 12 marzo 2017, ore 13:00 | Fuengirola Potros | 28 – 13 referto | Almería Barbarians | Estadio de Suel |

#### 11ª giornata
| Maracena 1º aprile 2017, ore 17:30 | Granada Lions | 51 – 12 referto | Córdoba Golden Bulls | Estadio Municipal |

| Santiponce 2 aprile 2017, ore 14:00 | Sevilla Linces | 0 – 54 referto | Fuengirola Potros | Estadio Juan Muñoz Romero |

#### 12ª giornata
| Almería 9 aprile 2017, ore 11:00 | Almería Barbarians | 30 – 13 referto | Aljarafe Blue Devils | Estadio de la Juventud "Emilio Campra" |

### Classifica
La classifica della regular season è la seguente:
- PCT = percentuale di vittorie, G = partite giocate, V = partite vinte,  P = partite perse, PF = punti fatti, PS = punti subiti

| Pos. | Squadra              | PCT   | G | V | N | P | PF  | PS  |
| ---- | -------------------- | ----- | - | - | - | - | --- | --- |
| 1    | Fuengirola Potros    | 1.000 | 6 | 6 | 0 | 0 | 309 | 45  |
| 2    | Granada Lions        | .667  | 6 | 4 | 0 | 2 | 205 | 130 |
| 3    | Almería Barbarians   | .667  | 6 | 4 | 0 | 2 | 195 | 75  |
| 4    | Aljarafe Blue Devils | .500  | 6 | 3 | 0 | 3 | 156 | 110 |
| 5    | Sevilla Linces       | .167  | 6 | 1 | 0 | 5 | 26  | 290 |
| 6    | Córdoba Golden Bulls | .000  | 6 | 0 | 0 | 6 | 32  | 273 |

## Playoff

### Tabellone
|  | Semifinali | Semifinali           | Semifinali |               |    | Finale            | Finale | Finale |  |
|  |            |                      |            |               |    |                   |        |        |  |
|  | 1          | Fuengirola Potros    | 74         |               |    |                   |        |        |  |
|  | 1          | Fuengirola Potros    | 74         |               |    |                   |        |        |  |
|  | 4          | Aljarafe Blue Devils | 0          |               |    |                   |        |        |  |
|  | 4          | Aljarafe Blue Devils | 0          |               | 1  | Fuengirola Potros | 52     |        |  |
|  |            |                      |            |               | 1  | Fuengirola Potros | 52     |        |  |
|  |            |                      | 2          | Granada Lions | 23 |                   |        |        |  |
|  | 3          | Almería Barbarians   | 2          | Granada Lions | 23 | 8                 |        |        |  |
|  | 3          | Almería Barbarians   |            |               |    |                   |        |        |  |
|  | 2          | Granada Lions        | 20         |               |    |                   |        |        |  |

### Semifinali
| Maracena 29 aprile 2017, ore 17:30 | Granada Lions | 20 – 8 | Almería Barbarians | Estadio Municipal |

| Fuengirola 29 aprile 2017, ore 18:30 | Fuengirola Potros | 74 – 0 referto | Aljarafe Blue Devils | Estadio de Suel |

### XVI Final de la LAFA
| Fuengirola 13 maggio 2017, ore 18:00 | Fuengirola Potros | 52 – 23 referto | Granada Lions | Estadio de Suel |

## Verdetti
- Fuengirola Potros Campioni della LAFA